# Chenahkint Indian Reserve 12
Chenahkint Indian Reserve 12 är ett reservat i Kanada.   Det ligger i Strathcona Regional District och provinsen British Columbia, i den sydvästra delen av landet, 3 800 km väster om huvudstaden Ottawa.
I omgivningarna runt Chenahkint Indian Reserve 12 växer i huvudsak barrskog.